# Station Lutum
Station Lutum is een halte in het gehucht Lutum, een 5 km ten westen van het stadje Billerbeck zelf gelegen plaatsje in de Duitse gemeente Billerbeck. Het station ligt aan de lijnen Empel-Rees - Münster en Bottrop Nord - Quakenbrück.
Een belangrijke reden, waarom hier treinen stoppen is, dat de spoorlijn enkelsporig is. Bij Lutum is een klein stuk dubbelsporig. Treinen uit beide richtingen kunnen elkaar hier dus passeren. Verder is het station een geschikt startpunt voor fietstochten in de fraaie omgeving, zie ook Münsterland.